# Sudamerlycaste reichenbachii
Sudamerlycaste reichenbachii är en orkidéart som först beskrevs av Gireoud och Heinrich Gustav Reichenbach, och fick sitt nu gällande namn av Fredy Archila. Sudamerlycaste reichenbachii ingår i släktet Sudamerlycaste och familjen orkidéer. Inga underarter finns listade i Catalogue of Life.

## Bildgalleri

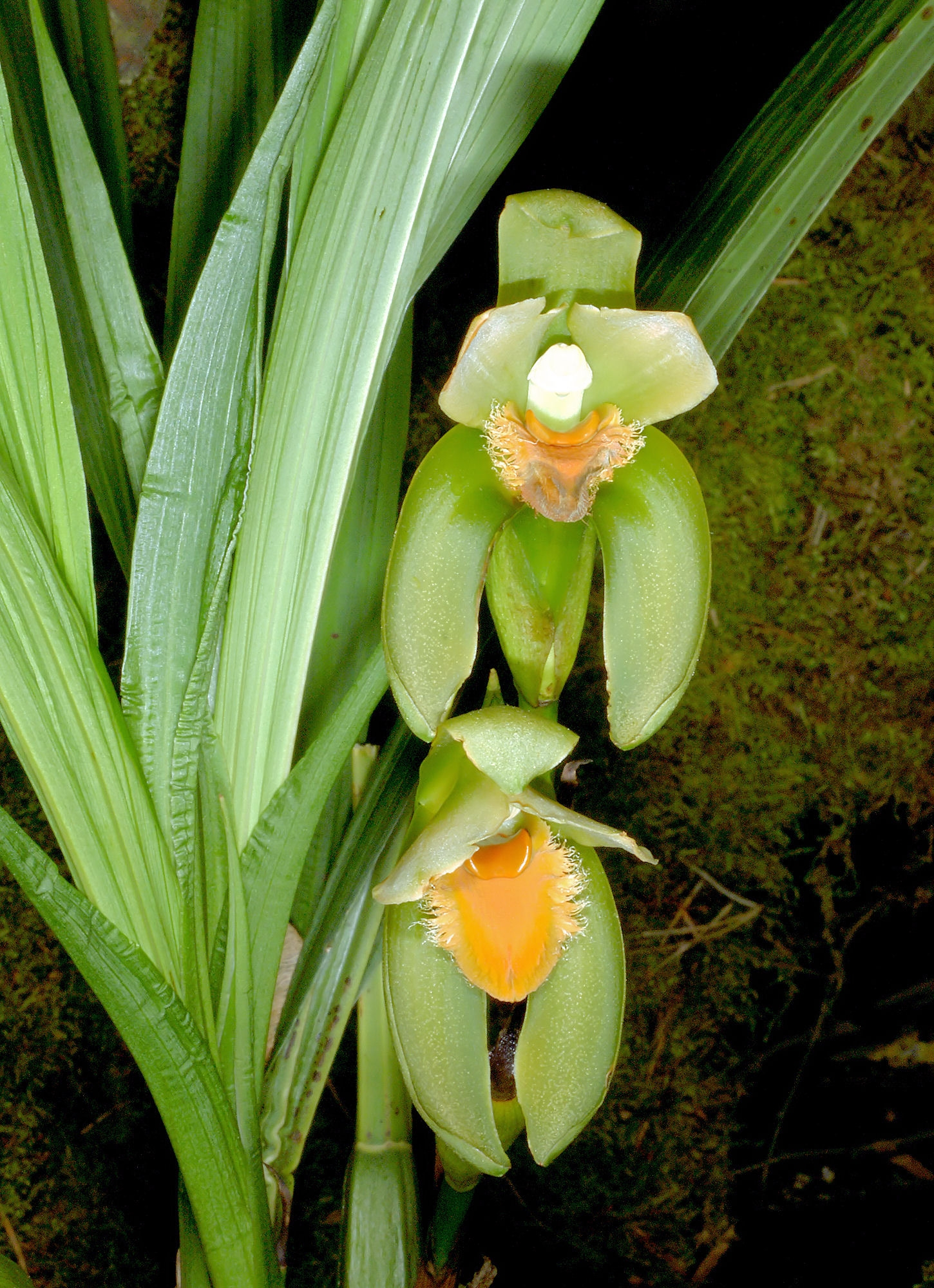
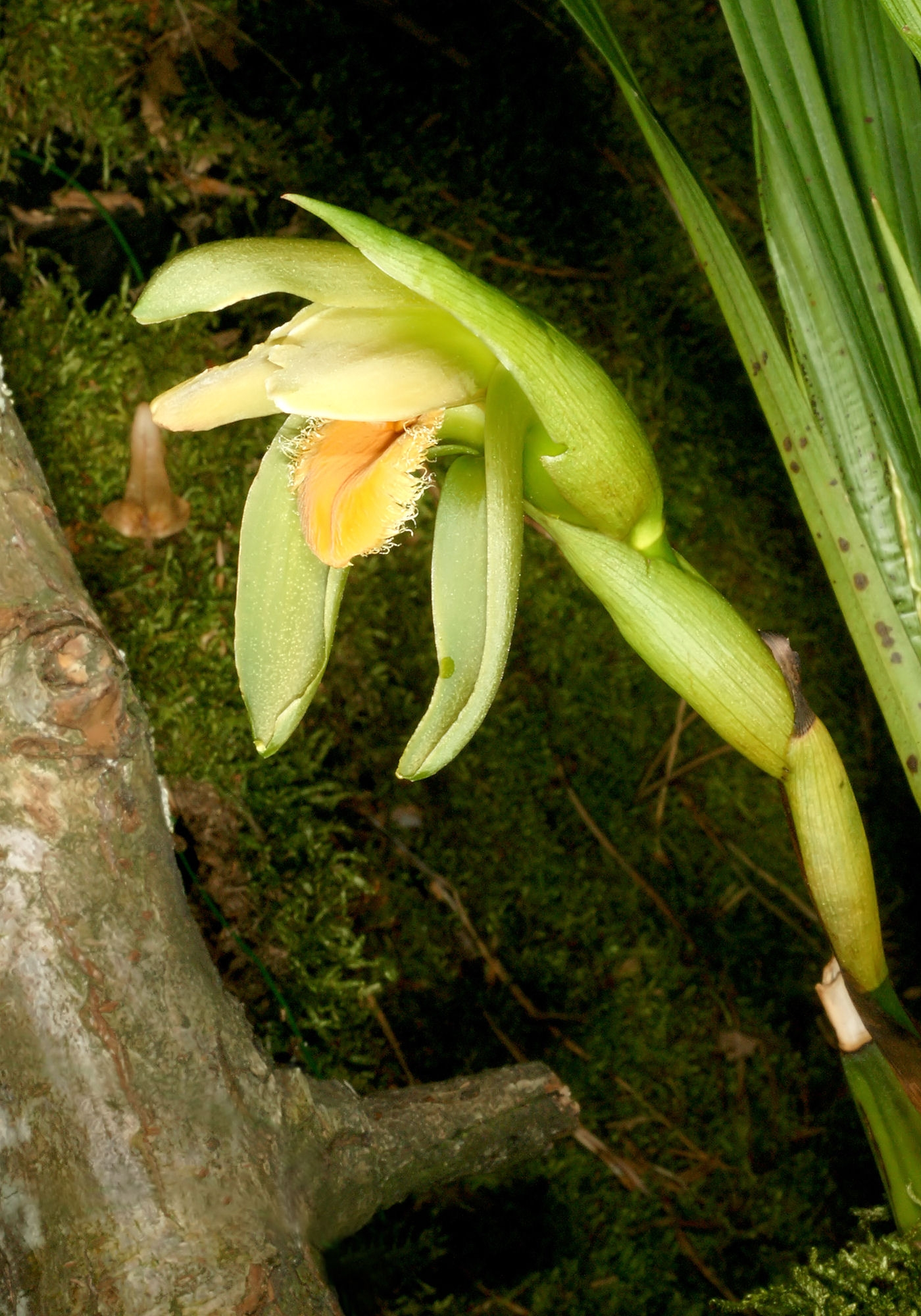